# Fanfara

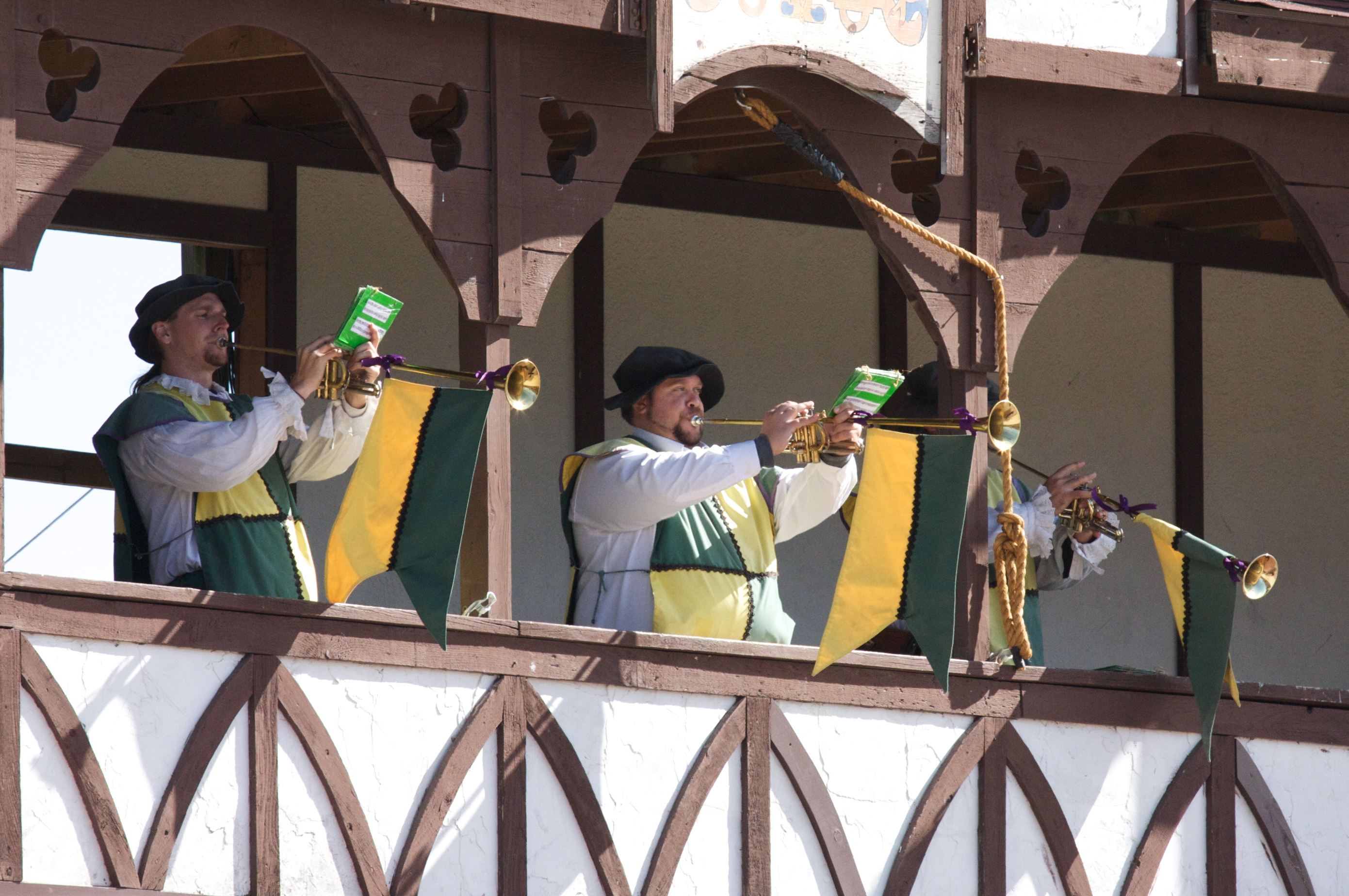

Fanfara – krótki motyw, grany na trąbce sygnałowej, rogu lub jakimkolwiek innym blaszanym instrumencie dętym bezwentylowym. 
Fanfara zwykle używana jest jako sygnał wojskowy, harcerski, kolejowy itp. Są one także komponowane również do odsłonięć i zasłonięć cudownych obrazów w sanktuariach.
Fanfara to też utwór pisany na czyjąś cześć, o podniosłym i dostojnym charakterze, grany na instrumentach blaszanych.